# Braddock (Dakota del Norte)
Braddock es una ciudad ubicada en el condado de Emmons en el estado estadounidense de Dakota del Norte. En el censo de 2010 tenía una población de 21 habitantes y una densidad poblacional de 32,43 personas por km².

## Geografía
Braddock se encuentra ubicada en las coordenadas 46°33′50″N 100°5′23″O / 46.56389, -100.08972. Según la Oficina del Censo de los Estados Unidos, Braddock tiene una superficie total de 0.65 km², de la cual 0.65 km² corresponden a tierra firme y (0%) 0 km² es agua.

## Demografía
Según el censo de 2010, había 21 personas residiendo en Braddock. La densidad de población era de 32,43 hab./km². De los 21 habitantes, Braddock estaba compuesto por el 95.24% blancos, el 0% eran afroamericanos, el 0% eran amerindios, el 0% eran asiáticos, el 0% eran isleños del Pacífico, el 0% eran de otras razas y el 4.76% pertenecían a dos o más razas. Del total de la población el 0% eran hispanos o latinos de cualquier raza.